# Herluf Eriksen
Herluf Eriksen (født 1. april 1924 i Flynder Sogn, død 6. juni 2016) var en dansk teolog, som var biskop over Århus Stift 1979-1994.
1. januar 1990 blev han Kommandør af Dannebrogordenen.